# Dünnschnabelnestor

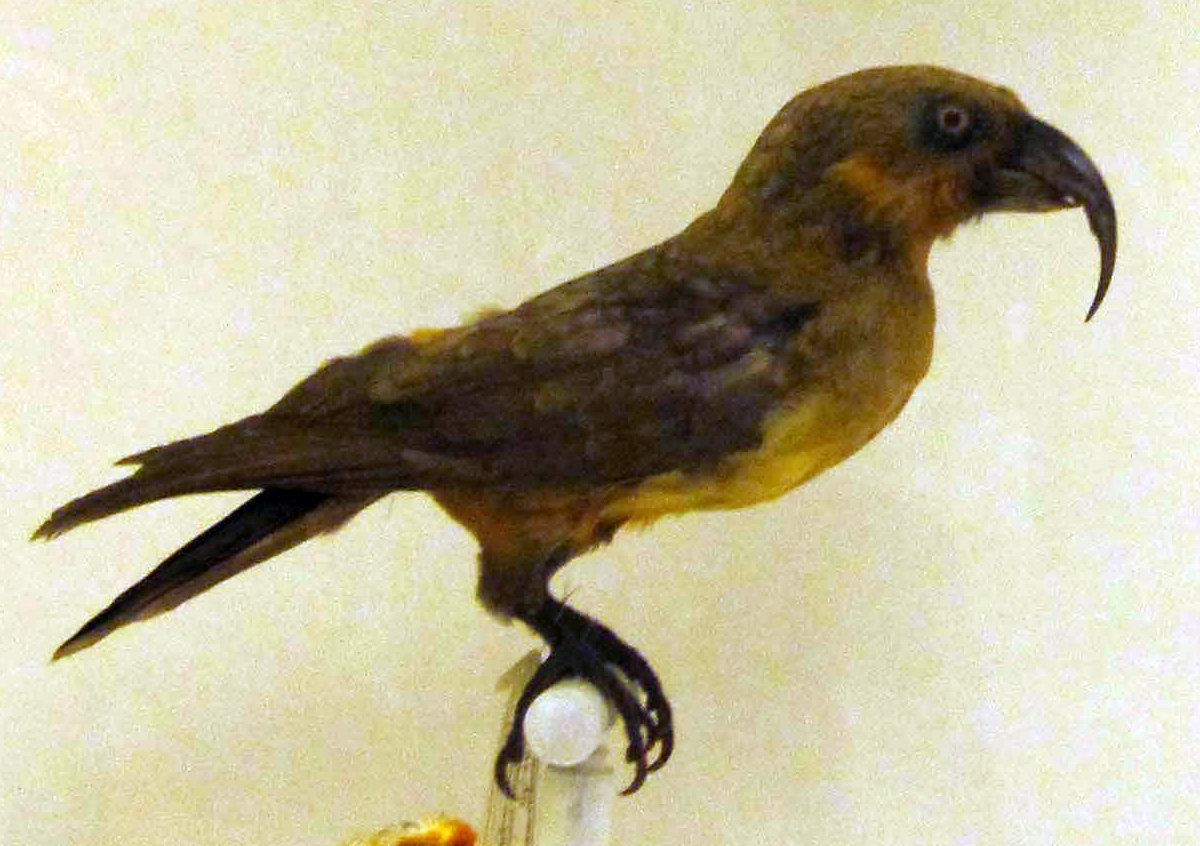
Dermoplastik im Naturkundemuseum von Florenz

Der Dünnschnabelnestor oder Norfolk-Kaka (Nestor productus) war ein Papagei (Familie Strigopidae) aus der Gattung der Nestorpapageien (Nestor). Er bewohnte bis kurz nach der Besiedlung durch Europäer die Norfolkinseln nördlich von Neuseeland.

## Merkmale
Die Art war etwa 40 cm lang. Im Gefieder überwogen gelbe, orange und braune Farbtöne. Die wenigen Informationen, die man bezüglich des Verhaltens des Nestorpapageiens verfügt, stammen von John Gould. Er hatte in Sydney die Gelegenheit, einen in menschlicher Obhut gehaltenen Vogel zu sehen. Nach seinen Informationen bewegte sich der Dünnschnabelnestor hüpfend und springend am Boden vorwärts. Dies stimmt mit der Bewegungsweise überein, die man bei Kaka und Kea, den beiden überlebenden Vertretern der Gattung Nestor kennt.
Kurz nach der Besiedlung der Inseln muss es zu einem raschen Rückgang gekommen sein. Im Jahr 1851 starb das letzte Tier als Käfigvogel in London. In freier Wildbahn war die Art schon früher verschwunden.
Bälge und Dermoplastiken des ausgestorbenen Dünnschnabelnestors finden sich in einer Reihe von naturwissenschaftlichen Museen, etwa in Dresden, Kiel, Halberstadt, Göttingen, Frankfurt a. M., Florenz, Leiden, Liverpool, Tring, Melbourne, New York, Philadelphia, Prag, Wien und Washington.

## Belege